# Perissogomphus asahinai
Perissogomphus asahinai är en trollsländeart som beskrevs av Zhu, Yang och Wu 2007. Perissogomphus asahinai ingår i släktet Perissogomphus och familjen flodtrollsländor. Inga underarter finns listade i Catalogue of Life.